# Kamikatsu
Kamikatsu (jap. 上勝町 Kamikatsu-chō) – miasto w Japonii, na wyspie Sikoku, w prefekturze Tokushima. Według danych na rok 2020 miejscowość zamieszkiwało 1 380 mieszkańców , a gęstość zaludnienia wyniosła 12,6 os./km².